# Megaphragma longiciliatum
Megaphragma longiciliatum is een vliesvleugelig insect uit de familie Trichogrammatidae. De wetenschappelijke naam is voor het eerst geldig gepubliceerd in 1969 door Subba Rao.